# Nanbu

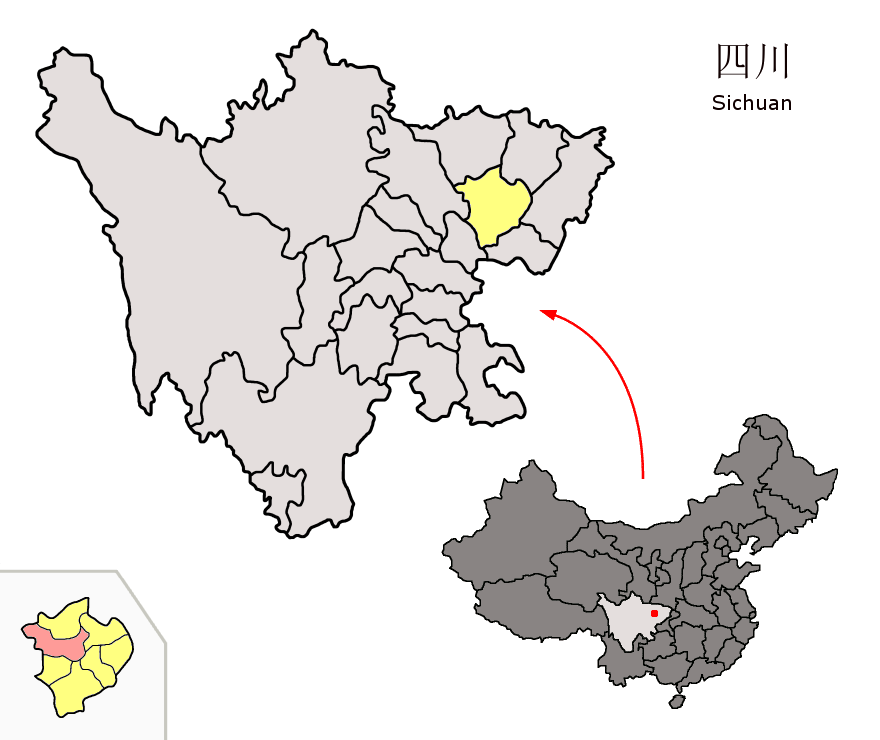
Lage des Kreises Nanbu (rosa) in der bezirksfreien Stadt Nanchong (gelb).

Nanbu (南部县,  Nánbù Xiàn) ist ein Kreis der bezirksfreien Stadt Nanchong in der chinesischen Provinz Sichuan. Die Fläche beträgt 2.123 Quadratkilometer und die Einwohnerzahl 817.235 (Stand: Zensus 2020). 1999 zählte Nanbu 1.292.108 Einwohner.
Der 700 Jahre alte Lifeng-Tempel (Lifeng guan 醴峰观) aus der Zeit der Südlichen und Nördlichen Dynastien steht seit 2006 auf der Liste der Denkmäler der Volksrepublik China (6-709).

## Administrative Gliederung
Auf Gemeindeebene setzt sich der Kreis aus zwei Straßenvierteln, 32 Großgemeinden und 39 Gemeinden zusammen.